# Pluszcze
Pluszcze (Cinclidae) – monotypowa rodzina ptaków z rzędu wróblowych (Passeriformes).

## Zasięg występowania
Rodzina obejmuje gatunki występujące w okolicach wartkich, czystych strumieni na obszarze Europy, Azji, północno-zachodniej Afryki, zachodniej części Ameryki Północnej oraz północnej części Andów w Ameryce Południowej.

## Charakterystyka
Długość ciała 14–23 cm, masa ciała 39,5–88 g (samce z reguły większe od samic). 
Pluszcze żywią się larwami owadów wodnych oraz drobnymi rybami. Gniazda z mchu budują w pobliżu wody. Samice pluszczy składają od 3 do 6 białych jaj. Obydwoje rodzice zajmują się pisklętami.

## Systematyka

### Etymologia
- Cinclus: epitet gatunkowy Sturnus cinclus Linnaeus, 1758; gr. κιγκλος kinklos – mały, przybrzeżny machający ogonem ptak wymieniony przez Arystotelesa, Arystofanesa, Aelianusa i innych autorów, być może pliszka lub bekas, ale nigdy właściwie nie zidentyfikowany. Nazwa różnie traktowana przez późniejszych autorów, np. jako pliszka, bekas, pluszcz, drozd lub kos. W ornitologii cinclus kojarzy się z wielką różnorodnością niepowiązanych ze sobą ptaków podobnych do drozdów, ale rzadko z prawdziwymi drozdami[8].
- Accentor: nowołac. accentor – chórzysta, od łac. ad – w kierunku, do; cantor, cantoris – śpiewak, od canere – śpiewać[9]. Gatunek typowy: Accentor aquaticus Bechstein, 1797 = Sturnus cinclus Linnaeus, 1758.

### Podział systematyczny
Do rodziny należy jeden rodzaj z następującymi gatunkami:
- Cinclus cinclus (Linnaeus, 1758) – pluszcz zwyczajny
- Cinclus pallasii Temminck, 1820 – pluszcz ciemny
- Cinclus mexicanus Swainson, 1827 – pluszcz meksykański
- Cinclus leucocephalus von Tschudi, 1844 – pluszcz białogłowy
- Cinclus schulzii Cabanis, 1882 – pluszcz rdzawogardły